# Эскадренные миноносцы проекта 7-У
Эскадренные миноносцы проекта 7-У, известные также как Тип «Сторожевой» — тип эскадренных миноносцев, строившихся для Военно-Морского Флота ВС Союза ССР в 1930-х годах.
Проект «7-У» был заложен, как усовершенствованный проект 7.

## Предпосылки
К началу 1930-х годов в составе Военно-Морских сил (ВМС) РККА было всего семнадцать эскадренных миноносцев — «новиков»:
- 12 единиц на Балтийском море;
- 5 единиц на Чёрном море.

Такие эсминцы, построенные еще во время Первой мировой войной, не могли решать с высокой эффективностью расширившиеся боевые задачи кораблей своего класса. Поэтому в июле 1931 года Совет Труда и Обороны СССР принял решение предусмотреть в очередной программе военно-морского строительства форсированное создание новых эскадренных миноносцев. Для этих целей было создано Центральное конструкторское бюро спецсудостроения (ЦКБС-1).

## Проект 7
В ЦКБС-1 началось проектирование «серийного ЭМ», которому присвоили обозначение «проект 7». В 1932 году в Италию под руководством главного инженера ЦКБС-1 Никитина Владимира Александровича была командирована комиссия «Союзверфи», которая остановила свой выбор на крупнейшей судостроительной фирме «Gio. Ansaldo & C.», имевшей многолетний опыт проектирования быстроходных ЭМ и КРЛ. Комиссия ознакомилась с новейшими итальянскими эсминцами и документацией строящегося ЭМ типа «Маэстрале», который стал ближайшим прототипом при разработке проекта «7».
21 декабря 1934 года общий проект «серийного эсминца» был утверждён постановлением Совета Труда и Обороны. Общее количество кораблей, подлежащих строительству по утвержденному проекту, не раз изменялось (в сторону увеличения), в результате планировалось сдать флоту 21 корабль в 1937 году, и ещё 32 в 1938 году. Из этих 53 эсминцев 21 корабль предназначался для Балтийского и Северного флотов, 10 — для Черноморского флота и 22 — для Тихоокеанского флота.
Строительство кораблей предусматривалось на заводах № 189 ССЗ им. Орджоникидзе и № 190 ССЗ им. Жданова в Ленинграде, и заводах № 198 ССЗ им. Марти и № 200 ССЗ им. 61 Коммунара в Николаеве.

## Проект 7-У
13 мая 1937 года британский эскадренный миноносец «Хантер», нёсший патрульную службу поблизости от порта Альмерия и выполнявший функции наблюдателя за ходом боевых действий враждующих сторон (в Испании шла гражданская война), подорвался на дрейфующей мине.
В августе 1937 года на совещании правительства, с участием членов ЦК, в Москве был упомянут случившийся с «Хантером» инцидент. Информация об инциденте у испанских берегов была воспринята руководителями государства весьма своеобразно: возможность потери хода корабля с линейным расположением котельно-турбинной установки в результате единственного попадания снаряда, мины или торпеды показалась им недопустимой. В результате, проект 7, имевший такую же схему энергетической установки, был назван «вредительским». То что все зарубежные эсминцы строились по этой схеме и что так же были построены хорошо зарекомендовавшие себя «новики» не являлось доводом. 14 уже спущенных на воду кораблей проекта 7 было приказано переделать, а остальные — разобрать на стапелях.
Разработчики проекта 7 были наказаны. Был арестован начальник бюро В. Л. Бжезинский, главный инженер В. П. Римский-Корсаков, начальник механического отдела А. В. Сперанский и главный конструктор проекта П. О. Трахтенберг.
Проект улучшенного проекта 7-У был разработан совместно конструкторскими бюро ЦКБ-17 (до октября 1936 года — ЦКБС-1) и Северной судостроительной верфи им. А. Жданова (главный конструктор — Лебедев Н. А.). Окончательный проект Наркомат ВМФ утвердил 29 августа 1938 года.
Первоначально планировалось перезаложить абсолютно все корабли проекта 7. Однако, заместителю наркома оборонной промышленности Тевосяну И. Ф. удалось убедить комитет достроить 29 эсминцев по проекту 7 и лишь следующие 18 перезаложить по проекту 7У. Последние 6 строившихся единиц, находившихся в низкой степени готовности, решили разобрать.
Таким образом, в течение 1938—1939 годов 18 корпусов эсминцев проекта 7, находившихся на стапелях ленинградских заводов имени Жданова и Орджоникидзе, и Николаевского имени 61 коммунара, были перезаложены по проекту 7-У. Дальневосточные эсминцы, из-за напряженного режима работы и слабой производственной базы во Владивостоке и Комсомольске-на-Амуре были достроены по проекту 7.
Для этого почти готовые корпуса проекта 7 пришлось частично демонтировать. Были убраны ряд конструкций в районе машинно-котельных отделений. В результате корабли проекта 7-У вошли в состав только двух флотов — Балтийского и Черноморского.
Теоретически главная энергетическая установка с чередованием котельных и машинных отделений более живуча, чем когда сначала располагаются котельные отделения, а потом машинные. Но чем меньше корабль, тем это становится менее существенным, так как взрыв боеприпаса начинает перекрывать своей зоной поражения более чем два смежных отсека. Эсминец длиной немногим более 100 м по отношению к мине, 250-кг бомбам или 150-мм снарядам как раз относится к таким кораблям, где эшелонированное расположение главной энергетической установки не имеет преимуществ перед линейной. А торпеды зачастую просто переламывали эсминец пополам.
Война показала что для эсминцев не имело особого значения компоновка машинной установки, так несмотря на тот факт, что эсминцы типа «Navigatori» были ЭМ с эшелонным расположением механизмов, «Vivaldi» во время операции 11 — 16 июня 1942 года потерял ход от одного единственного попадания 120-мм снаряда в кормовое машинное отделение.

## Представители
Головным эсминцем проекта 7-У стал «Сторожевой». В ходе заводских испытаний, состоявшихся осенью 1939 года, выявилась значительная перегрузка корабля и, как следствие, — его пониженная остойчивость. Работы по устранению (остойчивость повысили за счет укладки твёрдого балласта), а также ликвидация множества обнаруженных дефектов затянули завершение испытаний более чем на год. В результате, к началу Великой Отечественной войны судостроители успели сдать заказчику лишь половину всех из 18 заявленных кораблей проекта 7-У: 8 на Балтике и 1 на Чёрном море. Остальные 9 экстренно достраивали и испытывали уже в боевых условиях.
| Наименование                              | Завод     | Стапельный № | Заложен проект 7 | Перезаложен проект 7-У | Спуск | В строю | Флот |
| ----------------------------------------- | --------- | ------------ | ---------------- | ---------------------- | ----- | ------- | ---- |
| «Сторожевой»                              | ССЗ № 190 | 517          | 1936             | 1938                   | 1938  | 1940    | БФ   |
| «Стойкий»                                 | ССЗ № 190 | 518          | 1936             | 1938                   | 1938  | 1940    | БФ   |
| «Страшный»                                | ССЗ № 190 | 519          | 1936             | 1938                   | 1939  | 1941    | БФ   |
| «Сильный»                                 | ССЗ № 190 | 520          | 1936             | 1938                   | 1938  | 1940    | БФ   |
| «Смелый»                                  | ССЗ № 190 | 521          | 1936             | 1938                   | 1939  | 1941    | БФ   |
| «Строгий»                                 | ССЗ № 190 | 523          | 1936             | 1938                   | 1939  | 1942    | БФ   |
| «Скорый»                                  | ССЗ № 190 | 524          | 1936             | 1938                   | 1939  | 1941    | БФ   |
| «Свирепый»                                | ССЗ № 190 | 525          | 1936             | 1938                   | 1939  | 1941    | БФ   |
| «Статный»                                 | ССЗ № 190 | 526          | 1936             | 1938                   | 1939  | 1941    | БФ   |
| «Стройный»                                | ССЗ № 190 | 527          | 1936             | 1938                   | 1941  | 1942    | БФ   |
| «Славный»                                 | ССЗ № 189 | 293          | 1936             | 1939                   | 1939  | 1941    | БФ   |
| «Суровый» до 1940 — «Летучий»             | ССЗ № 189 | 297          | 1936             | 1939                   | 1939  | 1941    | БФ   |
| «Сердитый» до 1940 — «Лихой»              | ССЗ № 189 | 298          | 1936             | 1938                   | 1939  | 1940    | БФ   |
| «Совершенный» до 1940 — «Бесстрашный»     | ССЗ № 200 | 1073         | 1936             | 1938                   | 1939  | 1941    | ЧФ   |
| «Свободный» до 1940 — «Бесшумный»         | ССЗ № 200 | 1074         | 1936             | 1938                   | 1939  | 1942    | ЧФ   |
| «Способный» до 1940 — «Подвижный»         | ССЗ № 200 | 1075         | 1936             | 1939                   | 1939  | 1941    | ЧФ   |
| «Смышлёный» до 1940 — «Полезный»          | ССЗ № 200 | 1077         | 1936             | 1938                   | 1939  | 1940    | ЧФ   |
| «Сообразительный» до 1940 — «Прозорливый» | ССЗ № 200 | 1078         | 1936             | 1939                   | 1939  | 1941    | ЧФ   |

## Тактико технические характеристики

### Корпус
Главным отличием эсминца проекта 7-У от проекта 7 стала компоновка машинно-котельных отделений. Четыре (против трех) котла увеличенных габаритов уже не умещались внутри корпуса. Теперь они возвышались над главной палубой примерно на 2 м, съедая объём центральных надстроек.
Корпус был сделан из маломарганцовистой стали толщиной 5—10 мм. Большая часть соединений была клепаной, хотя стрингеры, часть верхней палубы и ряд других элементов имели сварную конструкцию. В ходе войны был выявлен такой недостаток данной стали, как хрупкость. Листы, изготовленные из неё, при попадании осколков бомб и снарядов раскалывались и сами давали большое количество осколков, поражавших личный состав, приборы и механизмы. Обычная же сталь 3, применявшаяся в конструкции палуб и надстроек, не растрескивалась и таких осколков не давала.

### Энергетическая установка
В 1936 году Наркомат внешней торговли заказал для кораблей проекта 7 у английских фирм «Метро-Виккерс» и «Парсонс» 12 комплектов главных турбозубчатых агрегатов (ГТЗА) и вспомогательных механизмов. Такие ГТЗА имели мощность до 24 000 л.с., зато могли запускаться в холодном состоянии, без предварительного подогрева, что теоретически уменьшало время подготовки корабля к выходу в море.
В марте 1938 года полученные из Англии турбины распределили по заводам. Из восьми комплектов ГЭУ фирмы «Метро-Виккерс» 7 достались ленинградским № 189 и № 190, а еще один отправили на базу КБФ в качестве резервного. Четыре комплекта фирмы «Парсонс» ушли на Черное море: 3 — на николаевский завод № 200 и один — на базу ЧФ в Севастополь. Все импортные ГТЗА попали на корабли, перезаложенные по проекту 7-У.
Пар для турбин вырабатывали 4 шатровых вертикальных водотрубных котла с боковым экраном и односторонним протоком газов, снабженные петлевыми пароперегревателями. Поверхность нагрева каждого котла — 655 м², производительность — 80 тонн пара в час. Параметры пара примерно те же, что и кораблей проекта 7: давление 27,5 кг/с², температура 340°С. Каждый котел размещался в изолированном отделении.
Одним из недостатков такой системы, можно назвать повышенный расход топлива: четыре котла по сравнению с тремя у проекта 7. Тем более, что увеличить запасы топлива у проекта 7-У не удалось: после монтажа более громоздкой ГЭУ в тесном корпусе места для дополнительных цистерн уже не оставалось. Запас топлива хранился в топливных танках, вмещавших 484 тонн мазута. А после укладки твердого балласта запас мазута даже пришлось немного уменьшить.

### Вооружение

#### Главный калибр
Артиллерия главного калибра (ГК) у эсминцев проекта 7У осталась такой же, что и у их предшественников: четыре 130-мм орудия Б-13-2 с длиной ствола 50 калибров, изготовленных заводом «Большевик». Согласно утвержденным чертежам на надстройках для защиты прислуги первой и четвертой артустановок должны были находиться газоотбойные козырьки, однако в ходе строительства от последних отказались, установив вместо них более легкие козырьки непосредственно на орудийных щитах. Боезапас включал в себя 150 выстрелов на ствол, в перегруз (по вместимости погребов) корабль мог брать до 185 выстрелов на ствол — то есть в сумме до 740 снарядов и зарядов. Подача боеприпасов осуществлялась вручную, досылка — пневмодосылателем.

#### Зенитное вооружение
Зенитное вооружение составляли пара 76-мм универсальных установок 34-К, перемещённых в корму. Был добавлен третий 45-мм полуавтомат 21-К. Таким образом, все три малокалиберные зенитки располагались на площадке позади первой дымовой трубы, ради чего пришлось пожертвовать тяжелыми 90-см прожекторами (вместо них теперь устанавливался один 60-см на фок-мачте).
Число 12,7-мм пулемётов ДШК увеличилось вдвое — к двум на верхнем мостике добавили еще два за срезом полубака. Однако несмотря на некоторое усиление по сравнению с предшественниками, зенитное оружие проекта 7-У продолжало оставаться крайне слабым и неудачно размещенным: с носовых курсовых углов корабль был практически беззащитным, а скученность всех противовоздушных средств на двух площадках делала их крайне уязвимыми.
Опыт первых месяцев войны показал, насколько опасно пренебрегать угрозой воздушных атак. Поэтому уже с июля 1941 года на эсминцах начали дополнительно монтировать 37-мм автоматы 70-К на надстройке в районе второй трубы, а затем заменять ими 45-мм 21-К.
В мае 1942 года на «Сильном» были установили два 20-мм «эрликона» и один четырёхствольный 12,7-мм пулемет «Виккерс».
К концу войны балтийские эсминцы («Сильный», «Стойкий», «Славный», «Сторожевой», «Строгий», «Стройный») получили третью 76-мм артустановку 34-К (на юте).
К 1943 году наиболее мощные в отношении средств ПВО черноморские «Способный» и «Сообразительный» имели на вооружении по две 76-мм пушки 34-К, по семь 37-мм автоматов 70-К, по четыре 12,7-мм пулемёта ДШК и по два спаренных 12,7-мм пулемёта «Кольт-Браунинг» с водяным охлаждением стволов.

#### Торпедное вооружение
Торпедное вооружение включало в себя два 533-мм трехтрубных торпедных аппарата 1-Н. В отличие от пороховых аппаратов 39-Ю, устанавливавшихся на кораблях проекта 7, 1-Н имел комбинированную систему стрельбы — пороховую и пневматическую. Скорость вылета торпеды составляла 15 — 16 м/с (против 12 м/с у 39-Ю), что позволило значительно расширить секторы обстрела: эсминцы проекта 7 не могли выпускать торпеды на острых курсовых углах из-за риска, что те заденут за палубу. Кроме того, в конструкцию ТА был внесен ряд усовершенствований, что вдвое повысило точность его наведения на цель. Использовались 533-мм торпеды 53-38, 53-38У и 53-39. Кораблям проекта 7-У ни разу не довелось применить своё вполне современное торпедное оружие в бою.

#### Противолодочное вооружение
Минное и противолодочное вооружение эсминцев типа «Сторожевой» практически ничем не отличалось от используемого на предшественниках. На расположенные на верхней палубе рельсы корабль мог принять 58 мин КБ-3, или 62 мины образца 1926 г., или 96 мин образца 1912 г. (в перегруз). Стандартный набор глубинных бомб — 10 больших Б-1 и 20 малых М-1. Большие бомбы хранились непосредственно в кормовых бомбосбрасывателях; из малых—12 в погребе и 8 — в кормовом стеллаже на юте.
Уже в ходе войны эсминцы получили по два бомбомёта БМБ-1, способные стрелять бомбами Б-1 на дальность до 110 м.

#### Навигационное вооружение
Система управления огнём главного калибра — ПУС «Мина», созданная ленинградским заводом «Электроприбор» специально для кораблей проекта 7. Её основным элементом являлся центральный автомат стрельбы ЦАС-2 — счетно-решающий прибор, который на основе поступавших с дальномерных постов данных непрерывно вырабатывал координаты, скорость и курсовой угол цели, одновременно выдавая полные углы горизонтальной и вертикальной наводки орудий. ЦАС-2 считался относительно малогабаритным аппаратом. На практике его возможности были сильно ограничены из-за низкой точности гирокомпаса «Курс», от которого в схему автоматически поступали данные о курсе своего корабля.
Информация о цели шла в систему ПУС от дальномеров командно-дальномерного поста КДП2-4 (заводской индекс Б-12) и ночных визиров 1-Й. Система «Мина» позволяла разделять огонь носовой и кормовой группы артиллерии, а также вести огонь по временно скрывающейся морской цели. Кроме того, она обеспечивала стрельбу торпедных аппаратов.
На некоторых кораблях («Способный» и «Сообразительный») дополнительно были установлены автокорректоры для ведения прицельного огня по берегу.
А вот приборов управления зенитным огнём не было. Еще в проекте 7 для обеспечения эффективной стрельбы 76-мм орудий предусматривалась установка МПУАЗО, но к моменту ввода в строй большинства эсминцев эти приборы существовали лишь на бумаге. Первая система МПУАЗО «Союз-7У» была установлена буквально накануне войны — в июне 1941 года на черноморском эсминце «Способный». Она включала в себя достаточно совершенный зенитный автомат стрельбы «Союз» (по принципу работы — аналог ЦАС-2, но предназначенный для огня по воздушным целям), гировертикаль «Газон» и стабилизированный визирный пост СВП-1. Хотя система действовала в одной плоскости и была малоэффективна в борьбе с пикирующими бомбардировщиками, она значительно усилила ПВО корабля. В 1942 году «Союз-7У» (с заменой неудачного СВП-1 на новый СВП-29) смонтировали еще на двух эсминцах — черноморском «Свободном» и балтийском «Строгом». На остальных же кораблях проектов 7 и 7-У 76-мм пушки 34-К были «самоуправляемыми».